# Lipno (odrůda jablek)
Lipno (Malus domestica 'Lipno') je ovocný strom, kultivar druhu jabloň domácí z čeledi růžovitých. Plody jsou řazeny mezi raně zimní odrůdy jablek, sklízí se v září, dozrává v listopadu, skladovatelné jsou do konce března.

## Historie

### Původ
Byla vyšlechtěna v ČR, v Ústavu experimentální botaniky AVČR, v Střížovicích. Odrůda vznikla zkřížením odrůd 'Vanda' a 'Rubinola'.

## Vlastnosti
Odrůda je dobrý opylovač.

### Růst
Růst odrůdy je zpočátku bujný, později až slabý. Koruna má rozložitý habitus. Řez je zpočátku nezbytný.

## Plodnost
Plodí záhy, bohatě a pravidelně.

## Plod

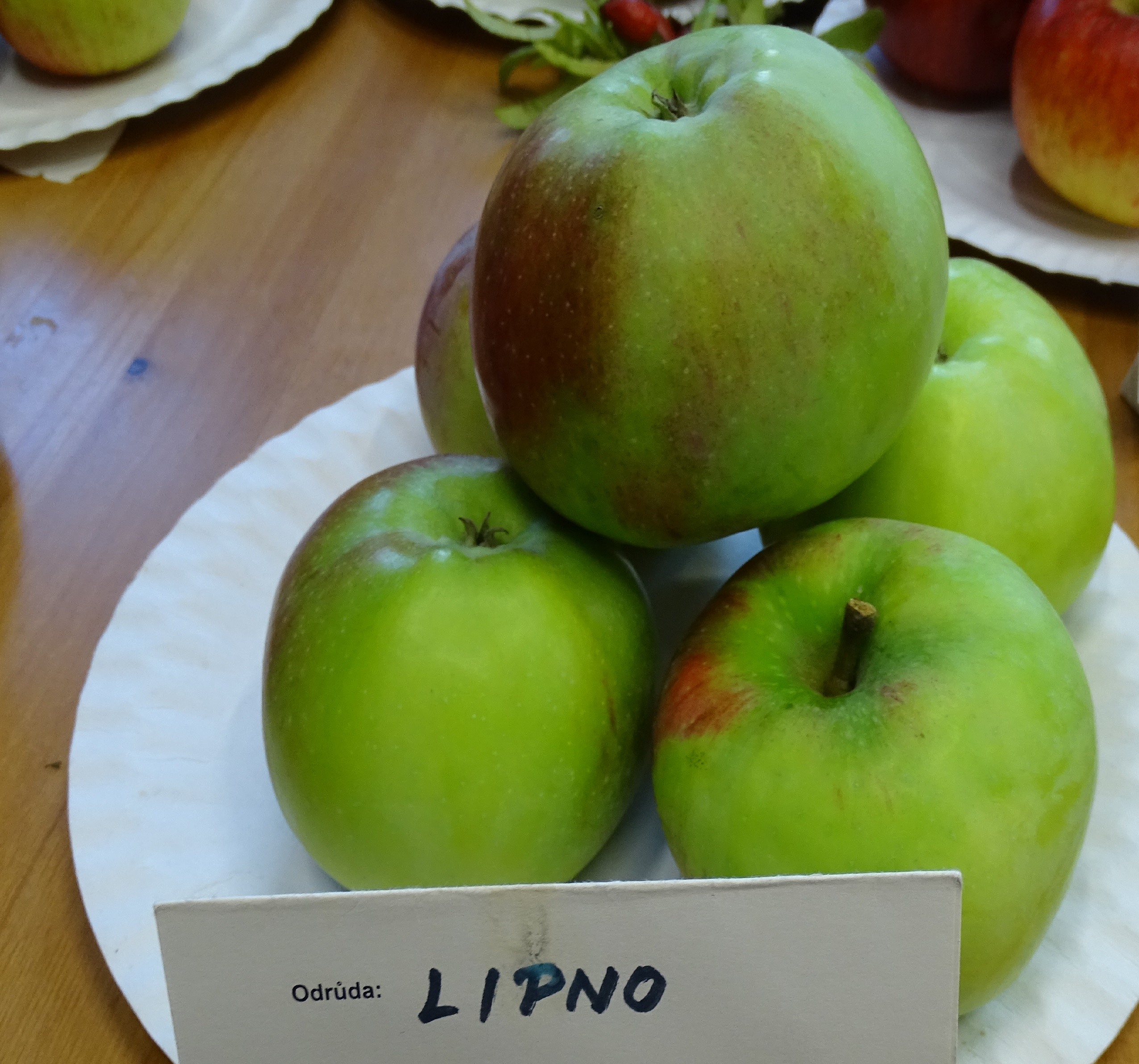
Malus domestica 'Lipno'

Plod je kulovitý, střední až velký. Slupka hladká, žluté zbarvení je překryté červenou barvou. Dužnina je krémová se sladce navinulou chutí.

## Choroby a škůdci
Odrůda je rezistentní proti strupovitosti jabloní a vysoce odolná k padlí.

## Použití
Je vhodná ke skladování a přímému konzumu. Odrůdu lze použít do všech poloh. Odrůda je méně vhodná pro velkovýrobu, dužnina je měkká.